# Спірос Ліватінос
Спірос Ліватінос (грец. Σπύρος Λιβαθηνός, нар. 8 січня 1955, Патри) — грецький футболіст, що грав на позиції півзахисника, зокрема за «Панатінаїкос» та національну збірну Греції. 
По завершенні ігрової кар'єри — тренер.

## Клубна кар'єра
У дорослому футболі дебютував 1974 року виступами за «Панатінаїкос», в якому провів дванадцять сезонів, взявши участь у 267 матчах чемпіонату.  Більшість часу, проведеного у складі «Панатінаїкоса», був основним гравцем команди. За цей час тричі виборював титул чемпіона Греції, також тричі ставав володарем Кубка Греції.
Завершував ігрову кар'єру на Кіпрі, у складі «Пезопорікоса», за який виступав протягом 1986—1988 років.

## Виступи за збірну
1977 року дебютував в офіційних матчах у складі національної збірної Греції.
У складі збірної був учасником чемпіонату Європи 1980 року в Італії, де виходив на поле у всіх трьох іграх групового етапу, який грецькій команді подолати не вдалося.
Загалом протягом шестирічної кар'єри в національній команді провів у її формі 27 матчів, забивши 1 гол.

## Кар'єра тренера
Розпочав тренерську кар'єру, повернувшись до футболу після тривалої перерви, 1998 року, очоливши тренерський штаб клубу «Етнікос Астерас». Згодом на початку 2000-х тренував також «Панахаїкі» та знову той же «Етнікос Астерас».

## Титули і досягнення
- Чемпіон Греції (3):

«Панатінаїкос»: 1976-1977, 1983-1984, 1985-1986
- Володар Кубка Греції (3):

«Панатінаїкос»: 1976-1977, 1981-1982, 1983-1984